# 고무 테러
고무테러는 19세기부터 20세기까지 콩고 자유국에서 약 수백~이천만명의 콩고인들이 학살당한 일을 말한다. 당시 콩고 자유국을 개인 영지로 소유하던 벨기에의 국왕 레오폴 2세는 경제적 이익을 위해 콩고인에게 각각 고무할당량을 정해줘 그만큼 매일 채취해오게 했다. 만약 할당량을 채우지 못할 경우 그들의 머리, 팔, 다리를 자르는 만행을 저질으며 특히 아이들의 오른손이 많이 절단당하였다. 수백만의 콩고인들이 고문당하고 살해당했으며, 그 외에도 수많은 사람들이 굶주림 속에서 일하다가 사망했다.

## 피해자 추정
- 브리태니커 사전, 콩고 자유국에서 인구 최소 8백만에서 최대 2~3천만명이 감소
- 로저 케이즈먼트(Roger Casement), 약 3백만이 죽은 것으로 추정
- 피터 포배스(Peter Forbath), 약 5백만이 살해당함
- 존 건서John Gunther), 5~8백만이 죽음
- 애덤 혹스차일드(Adam Hochschild), 1885년에서 1920년까지 약 1천만 명 혹은 인구의 반이 사망
- 프레드릭 워섬(Fredric Wertham), 콩고 인구가 850만-3천만까지 감소한 것으로 추정

## 사진

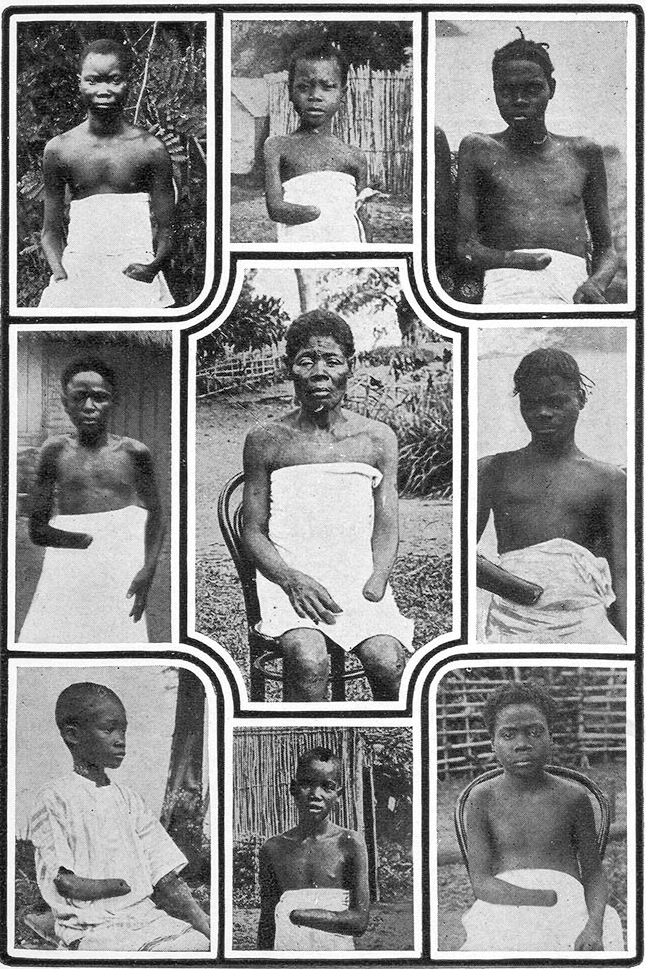
레오폴 2세의 고무 할당량을 채우지 못해 손목이 절단된 아이들
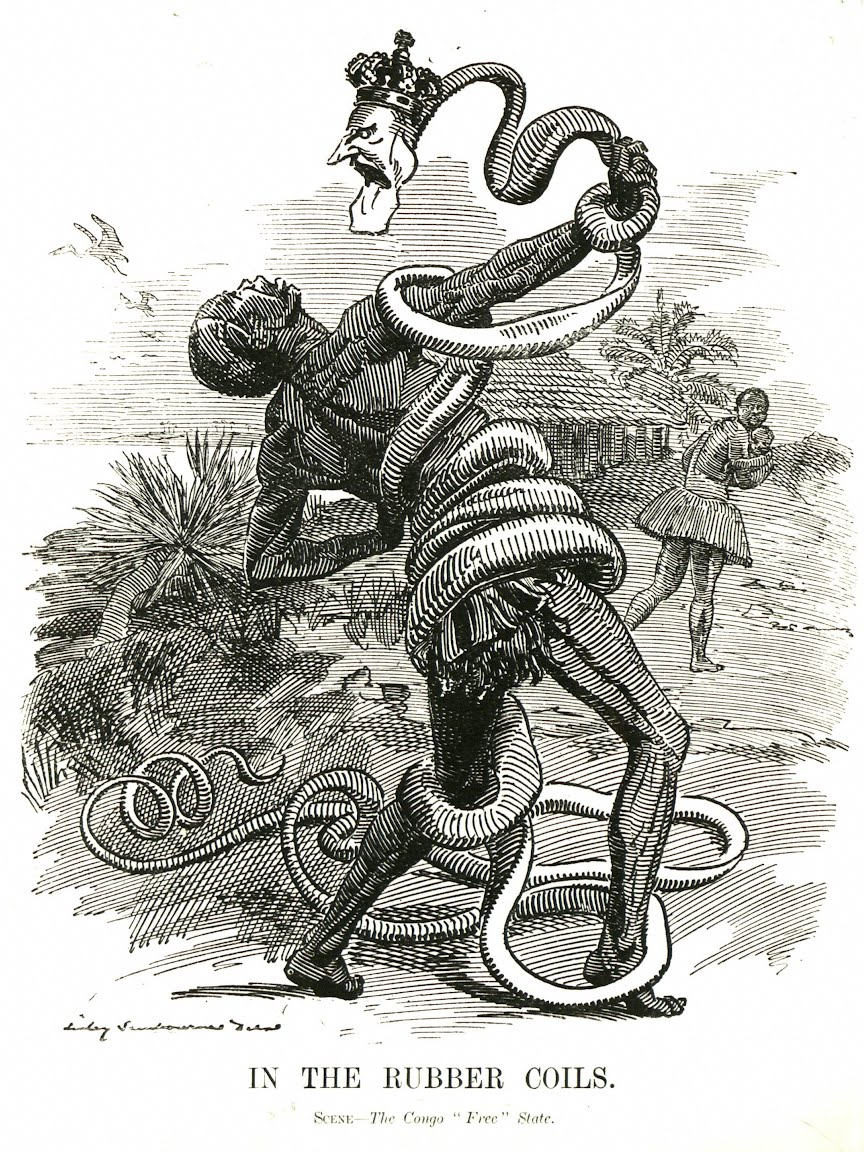
레오폴 2세를 묘사하는 카툰

## 참고 자료
- Adam Hochschild: King Leopold’s Ghost: A Story of Greed, Terror, and Heroism in Colonial Africa, Mariner Books, 1998. ISBN 10 0026259702
- Fredric Wertham: A Sign for Cain: An Exploration of Human Violence, Warner Books, 1973. ISBN 13 978-0446762229

## 같이 보기
- 레오폴 2세